# Полтавка (Чуйская область)
Полтавка — село в Жайылском районе Чуйской области Кыргызстана. Административный центр Полтавского аильного округа. Код СОАТЕ — 41708 209 829 01 0.

## Население
| год     | 2009 | 2014 | 2015 |
| ------- | ---- | ---- | ---- |
| человек | 4143 | 4102 | 4205 |

## Уроженцы
- Логвиненко Яков Никифорович — активный борец за Советскую власть в Семиречье и Киргизии.